# Palacio de Lecumberri
El Palacio de Lecumberri es un edificio de grandes dimensiones, anteriormente una prisión, ubicado al noreste de la Ciudad de México, que actualmente alberga el Archivo General de la Nación. Conocido en la cultura popular como El Palacio Negro de Lecumberri, funcionó como penitenciaría desde 1900 hasta 1976. El edificio dejó de funcionar como prisión en 1976 y fue cedido al Archivo Nacional del país en 1980. El nombre de Lecumberri corresponde al apellido de un personaje español que era el propietario de las tierras donde fue establecida la cárcel.

## Inauguración y construcción
Conocido popularmente en México como El Palacio Negro de Lecumberri, se inauguró el 29 de septiembre de 1900, durante el gobierno de Porfirio Díaz, y sirvió como penitenciaría desde ese año hasta 1976. Su construcción surgió como consecuencia de la Reforma al Código Penal de 1871, mismo al que se anexó un proyecto arquitectónico para la creación de una Penitenciaría. Dicho proyecto fue elaborado por los ingenieros Antonio Torres Torija Torija, Antonio M. Anza y Miguel Quintana, quienes adoptaron el proyecto del arquitecto Lorenzo de la  Hidalga en su "Paralelo de las penitenciarias", donde comparaba diferentes tipos de  panópticos, retomando la idea original del filósofo inglés Jeremías Bentham. El edificio responde a ese modelo, con una rotonda o cuerpo central poligonal destinado al cuerpo de vigilancia de la penitenciaría, y radial, mediante galerías de forma estrellada que convergen en el espacio central, en el cual se erigía una torre de 35 metros de altura destinada para la vigilancia de todo el penal. Se inició su construcción el 9 de mayo de 1885, y lo inauguró el 29 de septiembre de 1900 el general Porfirio Díaz Mori, por entonces presidente de la República. El primer director fue el jurista Miguel Macedo. Los primeros presos en ser trasladados al penal fueron Rafael Buendía y Sánchez, Antonio Andino, Manuel Zúñiga, Pedro Sánchez y Cenobio Godoy. El 22 de febrero de 1913 fueron asesinados en las afueras de la penitenciaría el depuesto presidente Madero y su vicepresidente José María Pino Suárez.

## Población
Originalmente fue planeado para albergar una población de 800 varones, 180 mujeres y 400 menores de 18 años. Contaba con 804 celdas, talleres, enfermería, cocina y panadería. Tenía un área de Gobierno, sección de Servicio médico y Salas de Espera. Las crujías tenían celdas para un solo preso con cama y servicio de sanitario. En cada crujía existía una celda de castigo con puertas sólidas que tenían una mirilla. Se regía por un Consejo de Dirección que hacía las veces de jefe inmediato de todas las áreas. En 1908 se dio autorización para ampliar la construcción en donde originalmente tenía una capacidad para 996 internos y en 1971 tuvo una población aproximada de 3800 internos.

## Internos célebres
Entre los prisioneros famosos con los que contó el Palacio de Lecumberri destacan:
- José Agustín
- William Burroughs
- José Abraham Campa
- Goyo Cárdenas, "El Estrangulador de Tacuba"
- Heberto Castillo
- Humberto Mariles Cortés
- Félix Díaz
- Juan Gabriel (Alberto Aguilera Valadez)
- Francisco Guerrero "El Chalequero"
- Ramón Mercader, (asesino de León Trotski)
- Álvaro Mutis
- José Revueltas
- Elí de Gortari
- Othón Salazar
- David Alfaro Siqueiros
- Higinio Sobera "El pelón Sobera"
- Demetrio Vallejo
- Líderes del Movimiento estudiantil de 1968
- Pancho Villa
- Ángel Verdugo
- Salvador Nava
- Adolfo Gilly
- Luis González de Alba
- Gilberto Guevara Niebla
- Dr. Ezequiel Ruiz
- Dr. Rafael Estrada Villa
- Guillermo Lepe (asesino de Agustín de Anda y padre de Ana Bertha Lepe)
- Miguel Ángel Larios Herrera
- Rafael Pérez Hernández, involucrado en el caso conocido como El Castillo de la Pureza
- Ignacio de la Torre y Mier
- Lorenzo Burciaga Saucedo

- Gilberto                                               Rincón Gallardo

## Otros acontecimientos memorables
Durante La decena trágica, en 1913, el presidente Francisco I. Madero, así como el vicepresidente José María Pino Suárez, fueron asesinados camino a Lecumberri.

## Incidentes de escape
Durante sus 76 años como prisión, hubo dos escapes. Uno fue el de Alberto Sicilia Falcon, quien huyó a través de un túnel que cruzaba la avenida Héroe de Nacozari. El otro fue Dwight Worker, un narcotraficante estadounidense de cocaína, cuyo caso fue presentado por el canal de televisión estadounidense National Geographic, en su programa Preso en el Extranjero. Con la ayuda de su esposa Barbara Worker, Dwight escapó el 17 de diciembre de 1975 disfrazado de mujer. Posteriormente, publicó un libro acerca de sus experiencias, intitulado Escape. Cabe señalar que equivocadamente se asegura que también lo hizo el general de la Revolución mexicana Pancho Villa; sí escapó, pero de la cárcel de Santiago Tlatelolco, luego de haber sido transferido de Lecumberri. También se asegura equivocadamente que escapó de Lecumberri Joel David Kaplan, en compañía de Carlos Contreras Castro, quienes utilizaron un helicóptero para fugarse el 18 de agosto de 1971, aunque en realidad lo hicieron de Santa Martha Acatitla.

## Causas de la clausura
La sobrepoblación originó la mayor de las promiscuidades, desatención jurídica a los casos de los internos, pésima alimentación, corrupción en todos los niveles. Todas estas situaciones deja de manifiesto Franco Sodi en su nota "Por que fracasé en la penitenciaría", y su último director, Sergio García Ramírez (mayo a agosto de 1976) anota en su libro El final de Lecumberri:

Después de año y medio de luchar día con día, minuto a minuto, incesante y fatigosamente para alcanzar los fines propuestos, había conseguido: Convencerme de que algunos de mis colaboradores cedieron al dinero de los introductores de drogas y alcohol. Que el enemigo, capaz de mantener en la prisión esa fuerza constante y activa, que desbarataba en un momento lo conseguido en días, semanas o meses de trabajo, radicaba fuera del penal. Que la autonomía de los talleres se mantuvo primero gracias a la influencia política de quienes los manejaban y después gracias al sindicalismo burocrático… Que la disciplina entre el personal y reos no se lograba mientras subsistiera el poderío de los intereses creados…"o de los intereses creados por el hombre terrenal en este lugar…

Derivado de las historias macabras que contaban los presos a sus familiares y amigos, con el tiempo los capitalinos aunaron el adjetivo "Negro" al nombre, y pasó a conocerse como "El Palacio Negro de Lecumberri". La penitenciaria albergó a ambos sexos hasta 1954, cuando se puso en servicio la cárcel de mujeres.
La cárcel de Lecumberri también sirvió para encarcelar y asesinar a jóvenes durante el movimiento estudiantil de 1968, la mayoría de ellos torturados con golpes y descargas eléctricas en los genitales. Todo esto ocurrió a partir de agosto y hasta el 2 de octubre de 1968, día en que el gobierno mexicano ordenó la intervención, en la Plaza de las Tres Culturas de Tlatelolco, que resultó en la muerte de muchas personas, sobre todo jóvenes estudiantes del Instituto Politécnico Nacional y de la UNAM.
El Palacio Negro concluyó su vida como prisión el 27 de mayo de 1977 al ser clausurado por Sergio García Ramírez, para posteriormente convertirse en la sede del Archivo General de la Nación (AGN) en 1982. El AGN es uno de los más antiguos archivos históricos de América, y constituye una fuente inagotable para la investigación histórica y para diversas disiciplinas. En seguida hubo críticas acerca de la inadecuación de la estructura del edificio para tareas archivísticas, además del riesgo de inundación por el desnivel respecto de la calle y la cercanía del Gran Canal de Desagüe, que favorecía el desarrollo de hongos y otros contaminantes nocivos para el papel. Después de varios proyectos que no alcanzaron a concretarse, se optó por construir un nuevo edificio para el AGN en el mismo predio, en las oficinas ocupadas anteriormente por el Registro Nacional de Población, que serían demolidas. El antiguo Palacio de Lecumberri pasará a ser un museo de sitio y centro cultural. Las obras estaban en proceso en 2011.